# Cierznia
Cierżnia (kasz. Cérzniô) – część wsi Bieszkowice w Polsce, położona w województwie pomorskim, w powiecie wejherowskim, w gminie Wejherowo. Leży na obszarze leśnym Trójmiejskiego Parku Krajobrazowego przy drodze wojewódzkiej nr 218. Wchodzi w skład sołectwa Bieszkowice.
W latach 1975–1998 Cierznia administracyjnie należała do województwa gdańskiego.
Na starych mapach występuje jako Cierżnia.